# Själevads landsfiskalsdistrikt
Själevads landsfiskalsdistrikt var 1918–1964 ett landsfiskalsdistrikt i Västernorrlands län, bildat när Sveriges indelning i landsfiskalsdistrikt trädde i kraft den 1 januari 1918, enligt beslut den 7 september 1917. Den 1 januari 1965 avskaffades i Sverige samtliga landsfiskaler och landsfiskalsdistrikt, och deras arbetsuppgifter delades upp på de nyskapade indelningarna polisdistrikt, åklagardistrikt och kronofogdedistrikt.
Landsfiskalsdistriktet låg under länsstyrelsen i Västernorrlands län.

## Ingående områden
Den 1 januari 1963 införlivades Mo landskommun i Själevads landskommun, utan att det medförde någon ändring för landsfiskalsdistriktets omfattning. 

### Från 1918
- Mo landskommun
- Själevads landskommun

### Från 1 januari 1963
- Själevads landskommun